# Mike Newell
Michael Cormac Newell, detto Mike (St Albans, 28 marzo 1942), è un regista e produttore cinematografico britannico.

## Biografia
Ha conseguito una laurea in letteratura inglese nell'università di Cambridge. Più tardi ha iniziato a lavorare per la "Granada Television", occupandosi anche di regia teatrale prima di passare alla BBC. Ha diretto per il cinema una quindicina di film, tra cui Alla 39ª eclisse (1980), Ballando con uno sconosciuto (1985), The Good Father - Amore e rabbia (1987), Quattro matrimoni e un funerale (1994), Un'avventura terribilmente complicata (1995), Donnie Brasco (1997), Falso tracciato (1999) e Mona Lisa Smile (2003).
Nel 1985 ha vinto uno Young Cinema Award al Festival di Cannes per Ballando con uno sconosciuto e nel 1995 ha ottenuto il premio César e il BAFTA per Quattro matrimoni e un funerale. Newell è stato il primo regista britannico a lavorare per la saga cinematografica di Harry Potter, dirigendo nel 2005 il quarto episodio, Harry Potter e il calice di fuoco (i tre film precedenti erano stati diretti i primi due da Chris Columbus ed il terzo da Alfonso Cuarón, mentre i quattro successivi verranno diretti da David Yates).

## Filmografia

### Regista

#### Cinema
- Alla 39ª eclisse (The Awakening) (1979)
- Bad Blood (1981)
- Ballando con uno sconosciuto (Dance with a Stranger) (1985)
- The Good Father - Amore e rabbia (The Good Father) (1985)
- La protesta del silenzio (Amazing Grace and Chuck) (1987)
- La legge delle triadi (Soursweet) (1988)
- Un incantevole aprile (Enchanted April) (1991)
- Tir-na-nog (È vietato portare cavalli in città) (Into the West) (1993)
- Quattro matrimoni e un funerale (Four Weddings and a Funeral) (1994)
- Un'avventura terribilmente complicata (An Awfully Big Adventure) (1995)
- Donnie Brasco (1997)
- Falso tracciato (Pushing Tin) (1999)
- Mona Lisa Smile (2003)
- Harry Potter e il calice di fuoco (Harry Potter and the Goblet of Fire) (2005)
- L'amore ai tempi del colera (Love in the Time of Cholera) (2007)
- Prince of Persia - Le sabbie del tempo (Prince of Persia: The Sands of Time) (2010)
- Grandi speranze (Great Expectations) (2012)
- Il club del libro e della torta di bucce di patata di Guernsey (The Guernsey Literary and Potato Peel Pie Society) (2018)

#### Televisione
- L'uomo dalla maschera di ferro (The Man in the Iron Mask) (1977) - film TV

### Produttore
- Fotografando i fantasmi (Photographing Fairies) (1997)
- 200 Cigarettes (1999)
- Il piano era perfetto (Best Laid Plans) (1999)
- Traffic (2000)
- Alta fedeltà (High Fidelity) (2000)
- Il profumo delle campanule (I Capture the Castle) (2002)

### Attore
- Harry Potter 20º anniversario - Ritorno a Hogwarts (Harry Potter 20th Anniversary: Return to Hogwarts), regia di Eran Creevy, Joe Pearlman, Giorgio Testi – film TV (2022)